# Queensland University of Technology
Die Queensland University of Technology (QUT) ist eine australische Universität in Brisbane, der Hauptstadt des australischen Bundesstaates Queensland. Schwerpunkt der Lehre sind die Wirtschaft und Finanzen, Rechtswissenschaft, Medizin, Medien, Kunst, Pädagogik und Ingenieurwissenschaften.

## Geschichte
Die Geschichte der Universität begann im Jahr 1849, als die „Brisbane School of Arts“ gegründet wurde, die im tertiären Bildungsbereich ab 1882, nun als „Brisbane Technical College“ Techniker ausbildete. Ab 1908 waren auch Frauen zum Studium zugelassen. Angeboten wurden die Fächer Mathematik, Literaturwissenschaft, Berufe im Gesundheitswesen und Elektrotechnik. 1911 wurde das „Kindergarten Training College“ gegründet, das der Ausbildung von Berufen im Bereich Kindergarten diente. 1914 entstand das „Queensland Teachers Training College“ zur Ausbildung von Lehrern. 1965 wurde das „Queensland Institute of Technology“ mit den Fachbereichen Chemie, Ingenieurwesen, allgemeines Studium, Wirtschaftswissenschaft, Architektur und Bauwesen gegründet. Aber auch Kunst und Kultur werden in der Universität seit den 1970er Jahren am „Kelvin Grove College of Advanced Education“ angeboten. Zum Ausbildungsprogramm gehören Tanz, Theater, Bildende Kunst, aber auch die stationäre Krankenpflege und Hauswirtschaft. 1990 wurde die QUT mit dem „Brisbane College of Advanced Education“, das auf Wirtschaft, Geisteswissenschaften und Pädagogik spezialisiert war, zusammengeschlossen, behielt jedoch den Namen QUT bei. Sie ist assoziiertes Mitglied im European Research Center for Information Systems.

## Standorte
QUT verfügt über zwei Hauptcampusse: den Gardens Point Campus im zentralen Geschäftsviertel von Brisbane und den Kelvin Grove Campus nordwestlich der Innenstadt . Die Campusse bieten moderne Lehr- und Forschungseinrichtungen, einschließlich spezialisierter Labore, Bibliotheken und kreativer Studios.
Am Gardens Point Campus befindet sich das historische Old Government House (erbaut 1862) sowie das Gardens Cultural Precinct mit dem QUT Art Museum und der Gardens Theatre. Der prägnante Science and Engineering Precinct wurde 2012 eröffnet und bündelt moderne Einrichtungen für MINT-Fächer. Der Precinct enthäclt den Cube, einen der weltweit größten digitalen interaktiven Lern- und Ausstellungsräume, bestehend aus 26 Multitouch-Bildschirmen, der sich über zwei Etagen erstreckt. 

## Studienangebot
QUT bietet eine breite Palette an Bachelor-, Master- und Promotionsprogrammen in Bereichen wie Wirtschaft, Ingenieurwesen, Informatik, Kunst und Design, Kommunikation, Bildung, Gesundheitswissenschaften und Rechtswissenschaften. Die Universität legt besonderen Wert auf interdisziplinäre Studiengänge und praxisnahe Lehre. Hier sind 20 Studiengänge der Queensland University of Technology (QUT), die Bachelor-, Master- und Forschungsstudiengänge umfassen:
- Bachelor of Architecture
- Bachelor of Business
- Bachelor of Behavioural Science
- Bachelor of Biomedical Science
- Bachelor of Biotechnology Innovation
- Bachelor of Creative Industries
- Bachelor of Design
- Bachelor of Engineering (Honours)
- Bachelor of Games and Interactive Entertainment
- Bachelor of Information Technology
- Graduate Diploma in Business
- Master of Business Administration (MBA)
- Master of Professional Engineering
- Master of Information Technology
- Master of Design
- Master of Public Health
- Doctor of Philosophy (PhD)
- Doctor of Psychology (DPsych)
- Doctor of Creative Industries
- Doctor of Education

## Forschung
QUT zählt zu den forschungsstarken Universitäten Australiens und ist besonders aktiv in den Bereichen Digitalisierung, Gesundheit, Nachhaltigkeit und Technik. Die Universität beherbergt mehrere Forschungszentren, darunter das Centre for Robotics und das Centre for Data Science. Sie kooperiert regelmäßig mit Industrie, Regierung und internationalen Partnern.

## Internationale Ausrichtung
QUT pflegt zahlreiche Partnerschaften mit Hochschulen weltweit und ist für ihre hohe Anzahl internationaler Studierender bekannt. Austauschprogramme, Doppelabschlüsse und globale Forschungsinitiativen unterstreichen die internationale Ausrichtung der Universität.
Hier sind 20 renommierte Partneruniversitäten der QUT:
- University of Cape Town (South Africa)
- Stellenbosch University (South Africa)
- Shanghai Jiao Tong University – Antai College of Economics and Management (China)
- Korea Advanced Institute of Science and Technology (South Korea)
- Hong Kong Polytechnic University (Hong Kong)
- Nanyang Technological University (Singapore)
- University of Westminster – School of Media, Art and Design (United Kingdom)
- HTW Berlin – University of Applied Sciences (Germany)
- Aarhus University (Denmark)
- Grenoble Institute of Technology (France)
- University of South Carolina – Moore School of Business (United States)
- Polytechnique Montréal (Canada)
- University of Waterloo (Canada)
- Illinois Institute of Technology (United States)
- Universidad de Los Andes (Colombia)
- Pontifical Catholic University of Minas Gerais (Brazil)
- University of Auckland (New Zealand)
- University of Otago (New Zealand)
- RWTH Aachen University (Germany)
- Hokkaido University (Japan)

## Bekanntheit und Rankings
In internationalen Rankings liegt QUT meist im Bereich der Plätze 200 bis 300 weltweit und zählt zu den Top 10 Universitäten Australiens. Laut EduRank (März 2025) belegt sie Platz 270 global und Platz 9 in Australien.
Das World University Ranking von CWUR weist für QUT den weltweiten Platz 355 (Top 1,7 %) sowie Platz 12 in Australien aus. In Fächerrankings gehört QUT u. a. zu den führenden Instituten im Bereich Robotik und Biomedizintechnologie.

## Zahlen zu den Studierenden
Studierendenzahlen 2024

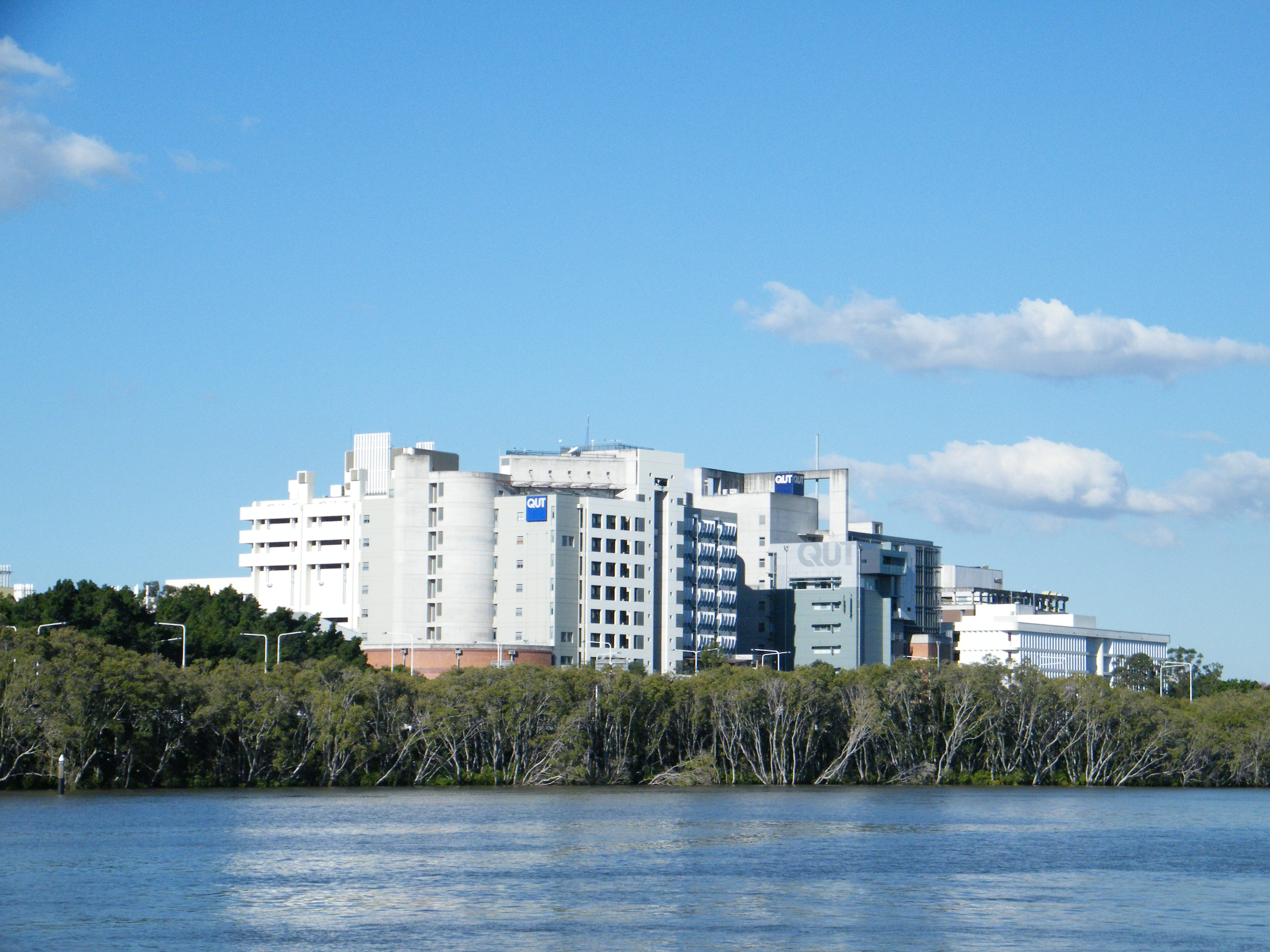
Gebäude der QUT am Gardens Point Campus in Brisbane

- 52 427 Studierende insgesamt (entspricht 36 536 Vollzeitäquivalent)
- 42 806 inländische Studierende (Domestic)
- 9 621 internationale Studierende aus 131 Ländern

2020 waren 52.717 Studierende an der Queensland University of Technology eingeschrieben (2016: 48.791, 2017: 49.833, 2018: 50.769, 2019: 52.505). 39.238 davon (74,4 %) hatten noch keinen ersten Abschluss, 38.568 davon waren Bachelorstudenten. 12.827 (24,3 %) hatten bereits einen ersten Abschluss und 2.460 davon arbeiteten in der Forschung. 28.543 (54,1 %) Studenten waren weiblich und 24.070 (45,7 %) waren männlich.
2005 waren rund 40.000 Studierende eingeschrieben, viele davon als internationale Austauschstudenten, 2014 waren es 45.580.

## Publikationen der Universität (Auswahl)
- Queensland University of Technology (Hrsg.): Queensland University of Technology law journal. The University., ISSN 1032-6693, OCLC 223324940 (1988–1999).
- Queensland University of Technology, Faculty of Law (Hrsg.): Law and justice journal. QUT Publications, ISSN 1445-6249, OCLC 57036612 (2001–2012).
- Queensland University of Technology, Faculty of Law: QUT law review. ISSN 2201-7275, OCLC 828640702 (ab 2013).